# Macrocyttara
Macrocyttara is een geslacht van vlinders van de familie houtboorders (Cossidae), uit de onderfamilie Cossinae.

## Soorten
- M. expressa T.P. Lucas, 1902
- M. pamphaea Turner, 1945